# Feriencsik Miklós István
Feriencsik Miklós István (Zólyom, 1825. július 30. – Turócszentmárton, 1881. március 3.) megyei segédszolgabíró.

## Élete
Papnak készült, el is végezte az evangélikus teológiát, de azután Eperjesen jogi tanulmányoknak szentelte magát. A szabadságharc alatt Hurbánnal tartott. Az abszolutizmus kormánya többféle állásban alkalmazta. 1856-ban letette Pozsonyban a bírói vizsgát, és Breznóbányára szolgabírói segédnek nevezték ki; 1863-tól hírlapíró lett.

## Művei
Pravda predca zvítazí (Az igazság végre győzedelmeskedik) c. vígjátéka 1862-ben Budán külön kiadásban is megjelent.
Elbeszéléseket írt szlovák évkönyvekbe s szépirodalmi lapokba, nevezetesen a Sokolba s Orolba Mladen álnév alatt.
Szerkesztette a Pešťbudínske Vedomosti című politikai lapot 1863-tól kezdve; 1868-ban a Narodný Hlašnik (Nemzetőr) c. alatt egy politikai néplapot alapított, mikor a Vedomosti szerkesztését Pauliny-Tóth Vilmosnak engedte át; 1878-ban átvette a szépirodalmi Orol szerkesztését is.